# 許葉芬
許葉芬（1859年—？），字紹翯，直隸省順天府宛平縣（今北京市東城區）人，清朝政治人物、進士出身。
光緒十四年，鄉試中舉；光緒十五年，登進士，同年五月，改翰林院庶吉士。光緒十六年四月，散館，授翰林院編修、武殿試受卷官。光緒十八年，任會試同考官。光緒二十年，任會試磨勘官、國史館纂修官。光緒二十一年，任國史館纂修官教習庶吉士、國史館總纂官、國史館畫一臣工列傳覆校官。光緒二十四年，任江蘇蘇州府知府。